# Leucula circumdata
Leucula circumdata là một loài bướm đêm trong họ Geometridae.